# (1473) Ounas
(1473) Ounas – planetoida z pasa głównego asteroid okrążająca Słońce w ciągu 4 lat i 48 dni w średniej odległości 2,57 au. Została odkryta 22 października 1938 roku w Obserwatorium Iso-Heikkilä w Turku przez Yrjö Väisälä. Nazwa planetoidy pochodzi od jeziora i rzeki w Finlandii. Przed nadaniem nazwy planetoida nosiła oznaczenie tymczasowe (1473) 1938 UT.